# Вуппер-Экспресс
Вуппер-Экспресс (RE4) (нем. Wupper-Express) — линия пассажирского регионального экспресса в федеральной земле Северный Рейн-Вестфалия (Германия). Соединяет значимые города земли (Дортмунд, Вупперталь, Дюссельдорф, Ахен. Движение экспресса осуществляется по путям, предназначенным для скорых поездов со скоростью 140 км/ч. Экспресс RE4 перевозит в день около 24 000 пассажиров.

## История
Появление региональных экспрессов на железных дорогах Германии было связано с оптимизацией системы движения. До этого существовали либо пригородные поезда, либо скорые. Чтобы улучшить систему сообщения было решено создать промежуточный класс поездов, передав некоторые функции скорых поездов поездам пригородного сообщения.

Вуппер-Экспресс (RE4) был введён в эксплуатацию в 2002 году. До этого по сходному маршруту ходили поезда городского экспресса (SE) Ахен-Хаген-Изерлон.

## Железнодорожные участки
Вуппер-Экспресс проходит по участкам пяти железных дорог:
- железная дорога Ахен-Мёнхенгладбах;
- железная дорога Мёнхенгладбах-Дюссельдорф;
- железная дорога Дюссельдорф-Эльберфельд (Эльберфельд — ранее самостоятельный город, вошедший в состав города Вупперталь 1 августа 1929 года);
- участок железной дороги Эльберфельд-Дортмунд от Вупперталя до Виттена;
- участок железной дороги Виттен/Дортмунд-Оберхаузен/Дуйсбург от Виттена до Дортмунда.

## Интервал движения
Согласно расписанию, экспресс RE4 ходит один раз в час.

## Подвижной Состав
Линию обслуживают поезда Siemens Desiro HC

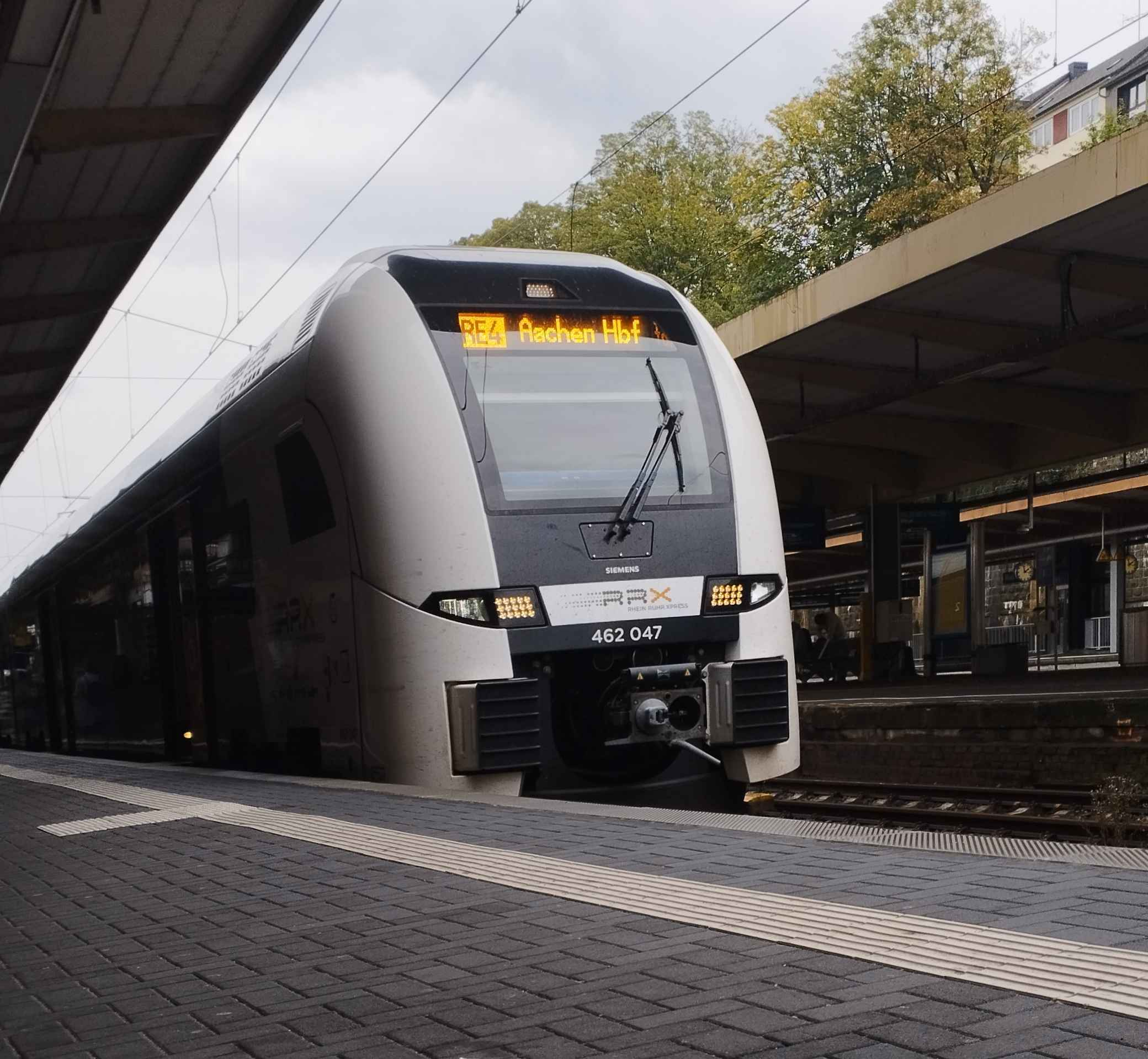
Siemens Desiro HC на станции Wuppertal Hbf